# Andrzej Licis
Andrzej Licis (ur. 10 września 1932 w Olkuszu, zm. 17 kwietnia 2019 w Évian-les-Bains) – polski tenisista, czterokrotny mistrz kraju w grze pojedynczej, reprezentant w Pucharze Davisa.

## Kariera tenisowa
Po wojnie przeniósł się z rodzicami do Katowic, gdzie rozpoczął naukę w szkole średniej, a zarazem treningi tenisowe w miejscowej Pogoni (od 1950 w Baildonie). Uprawiał także m.in. piłkę nożną, łyżwiarstwo i tenis stołowy, ale sukcesy sportowe odniósł w tenisie. W 1947 znalazł się po raz pierwszy w czołowej dziesiątce juniorów kraju, a w 1950 zdobył mistrzostwo Polski juniorów.
Praworęczny zawodnik, czterokrotnie był mistrzem Polski seniorów w grze pojedynczej. Pierwszy tytuł zdobył na mistrzostwach we Wrocławiu w 1953, pokonując w pięciu setach Józefa Piątka, chociaż rywal prowadził już 6:2, 6:2, 5:2 i 40:15 przy własnym serwisie. Piątka pokonał Licis w finale mistrzostw Polski także w 1958 w Poznaniu, ponadto dwukrotnie wygrywał w decydujących meczach z uważanym za jeden z większych talentów w polskim tenisie Władysławem Skoneckim (w 1956 w Katowicach i rok później w Szczecinie). Inny przykład waleczności Licisa to finał halowych mistrzostw Polski w 1952, kiedy zdołał wygrać z Janem Radzio mimo prowadzenia rywala 6:2, 6:0, 5:2 i dwóch piłek meczowych.
Sukcesy odnosił również na kortach europejskich. 11 razy startował na Wimbledonie, a 12 w mistrzostwach Francji. W 1962 odpadł w I rundzie mistrzostw Francji w pięciu setach z Rodem Laverem, zmierzającym w tymże sezonie po Wielkiego Szlema, ale triumfował w turnieju pocieszenia, pokonując kolejno Martina Mulligana (miesiąc później finalistę Wimbledonu) i Boba Hewitta. Miał na koncie zwycięstwa w meczach turniejowych nad Jaroslavem Drobným, Ashleyem Cooperem, Kurtem Nielsenem, Svenem Davidsonem, Pierre Darmonem.
W ramach rozgrywek Pucharu Davisa występował w latach 1956–1960, odnosząc łącznie 10 zwycięstw przy 9 porażkach i notując zwycięstwa nad takimi rywalami, jak Nicola Pietrangeli, Wilhelm Bungert, Orlando Sirola, Alfred Huber. W maju 1960 odmówił powrotu do Polski z wyjazdu sportowego i pozostał na stałe we Francji. Decyzją Polskiego Związku Tenisowego został wówczas dożywotnio zdyskwalifikowany. Studiował na Sorbonie, pracował z młodzieżą we Francuskiej Federacji Tenisowej (prowadził m.in. ekipę juniorską Francji na nieoficjalnych mistrzostwach świata Orange Bowl). Później pracował jako trener tenisa w Évian na południu Francji, gdzie tenis łączył z inną pasją sportową – golfem. W 1973 otrzymał obywatelstwo francuskie. Wśród jego tenisowych partnerów był m.in. znany polityk, Jacques Chaban-Delmas.
W 2001 symbolicznie kara dyskwalifikacji została anulowana przez polską federację, a trzy lata później Andrzej Licis uczestniczył w Katowicach w międzynarodowym turnieju weteranów.